# Kolej Como - Brunate

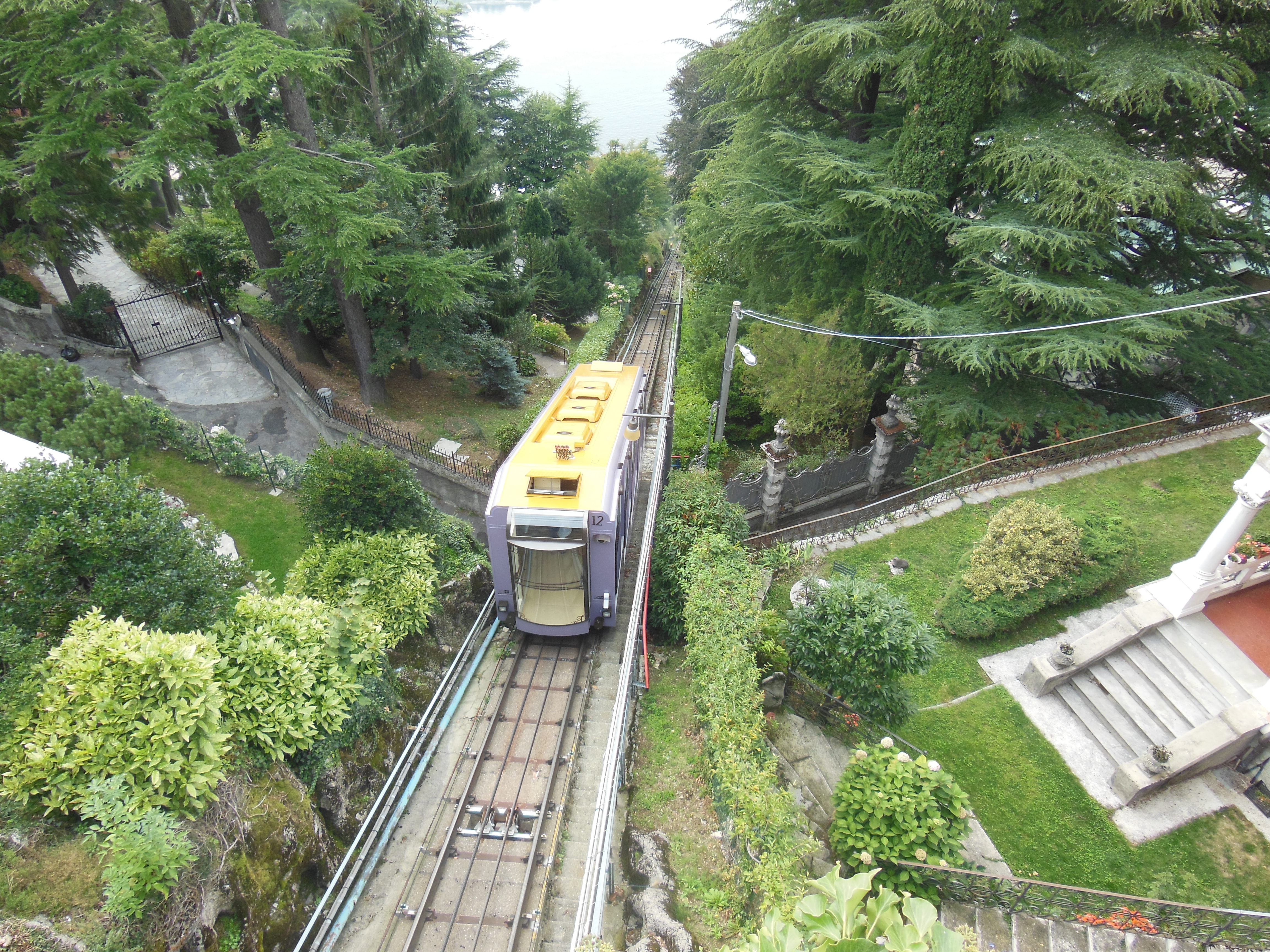
Wagon na trasie

Kolej Como – Brunate (wł. Funicolare Como-Brunate) – kolej linowo-terenowa zlokalizowana w Como we Włoszech, nad jeziorem Como. Łączy Como (stacja dolna) z Brunate (stacja górna).

## Charakterystyka
Długość linii wynosi 1074,08 metry, przewyższenie – 493,92 metry, maksymalne nachylenie – 55,1%, a czas jazdy to 7 minut. Linię (jako parową) otwarto w 1894, w okresie burzliwego rozwoju przemysłowego tej części Włoch, a także w czasie, kiedy zaczęła się rozwijać masowa turystyka. W 1911 trakcję parową zastąpiono elektryczną. W latach 1934–1935 całą trasę odnowiono, w tym zupełnie przebudowano górną stację Brunate. W latach 60. i 70. XX wieku kolej przeżywała kryzys finansowy z uwagi na rozwój transportu samochodowego (do Brunate dojechać można było wygodną szosą). Od 1981 koleją zarządza region Lombardia, a od 2005 operatorem jest mediolańska spółka Azienda Trasporti Milanesi.

## Galeria

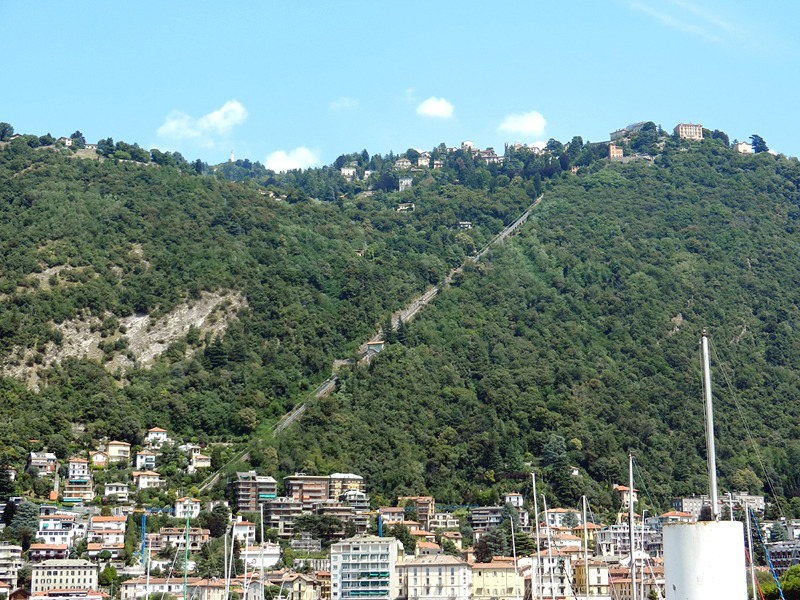
Całość trasy
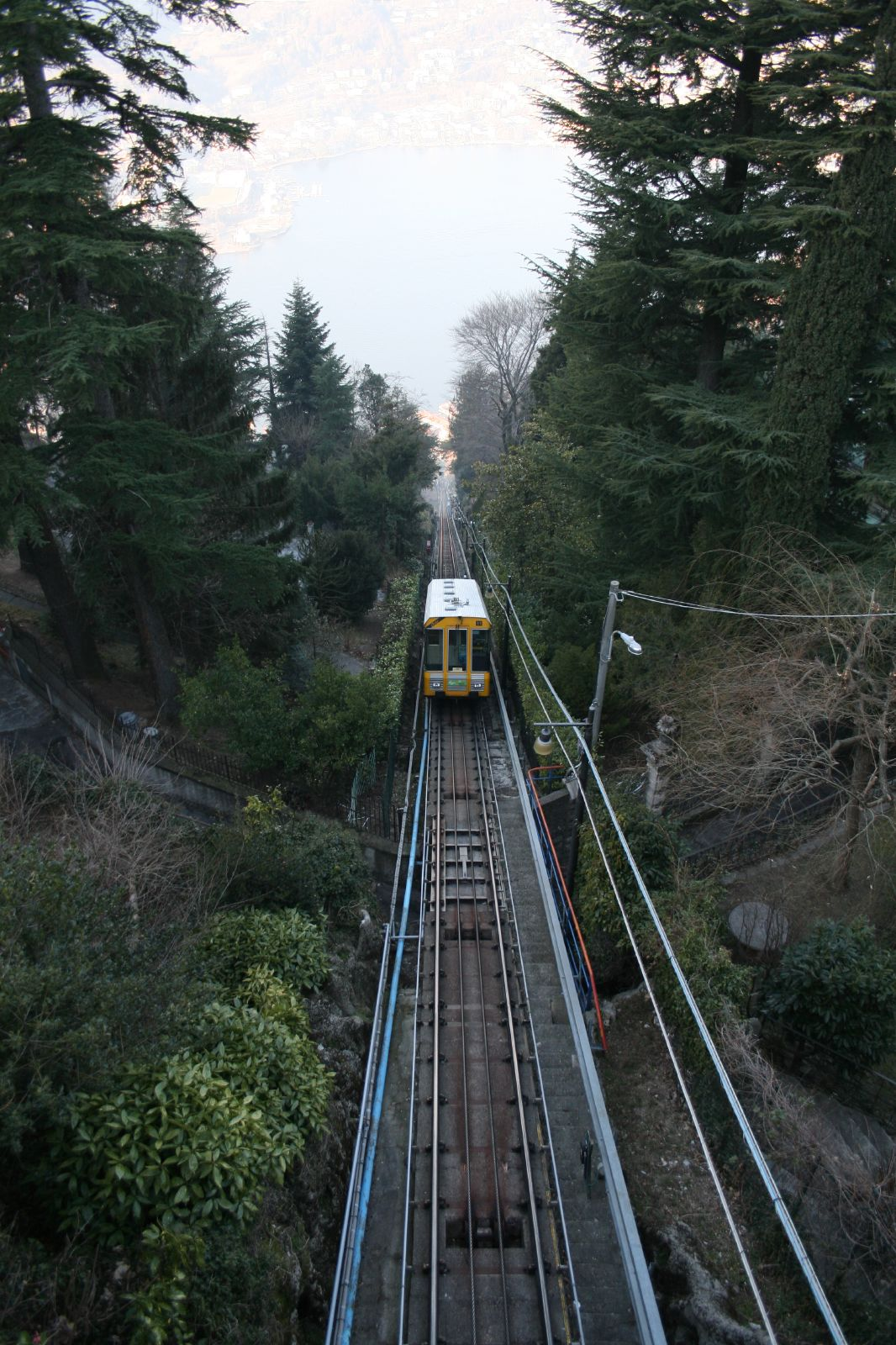
Widok na jezioro
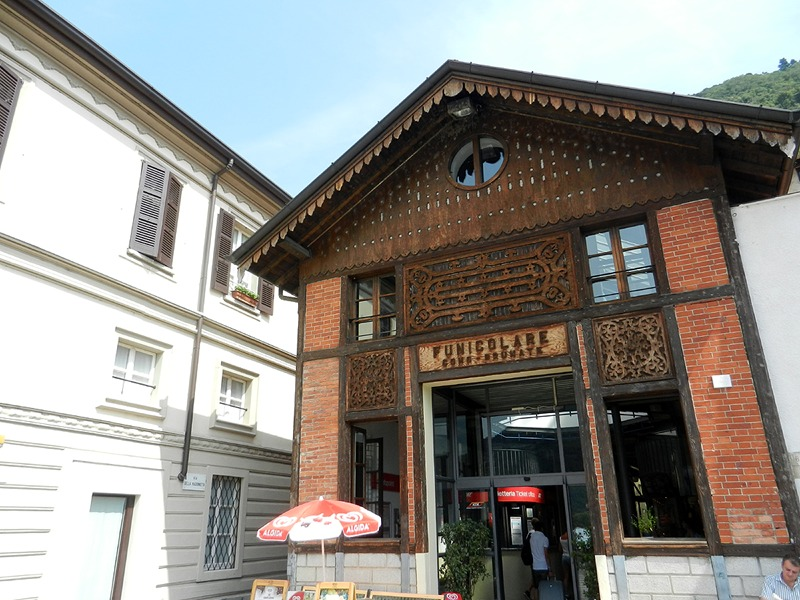
Stacja dolna (Como)